# Joe Choong
Joseph "Joe" Choong, född, 23 maj 1995, är en brittisk modern femkampare.

## Biografi
Choong tog en tiondeplats vid OS 2016, och tog guld vid OS 2020 i modern femkamp. Vid VM i modern femkamp tog han guld både 2022 och 2023.